# Dé eaya
『Dé eaya』（デ・イーヤ）は、中山美穂の13作目のスタジオ・アルバム。1991年3月15日にキングレコードより発売された（規格品番：KICS-80）。

## 概要
帯コピー：恋の呪文は『いいわ いいわ ダメね』
無国籍をテーマとして制作されたアルバム。中山自身が大半の作詞を行っており、全て本作の為に書き下ろされたオリジナル曲で構成され、シングル曲は収録されていない。タイトルの「デ・イーヤ」とは、日本語の″～でいいや″という音をスペイン語風に置き換えた造語。
5曲目の「Paradio」は中山自身が出演した協和埼玉銀行のCMソング。初の楽曲提供となる大貫妙子とは、1997年に公開された映画『東京日和』において主演女優と音楽監督という立場で再び顔を合わせている。
11曲目「Special Ever Happened」は、1990年11月に発売されたCINDYのシングル曲のカバー。
本作を引っ提げて、コンサートツアー『MIHO NAKAYAMA CONCERT TOUR '91 "MIHO the FUTURE, MIHO the NATURE"』（全国40公演）を行った。

## 収録曲

### CD
| #         | タイトル                  | 作詞      | 作曲         | 編曲           | 時間  |
| --------- | ------------------------- | --------- | ------------ | -------------- | ----- |
| 1.        | 「メロディー」            | 大貫妙子  | 大貫妙子     | 林有三・ATOM   | 3:47  |
| 2.        | 「MANA」                  | 上田知華  | 井上ヨシマサ | ATOM           | 4:13  |
| 3.        | 「Crazy moon」            | 大貫妙子  | 大貫妙子     | ATOM           | 4:18  |
| 4.        | 「JOKER」                 | 中山美穂  | 井上ヨシマサ | ATOM           | 6:03  |
| 5.        | 「Paradio」               | 中山美穂  | 上田知華     | ATOM           | 4:52  |
| 6.        | 「GRAY」                  | 中山美穂  | 上田知華     | 井上日徳・ATOM | 6:00  |
| 7.        | 「BINGO」                 | 中山美穂  | 井上ヨシマサ | ATOM           | 6:04  |
| 8.        | 「Flash Back」            | 中山美穂  | 上田知華     | 井上日徳・ATOM | 5:13  |
| 9.        | 「COCKATOO」              | 中山美穂  | 尾関昌也     | ATOM           | 4:10  |
| 10.       | 「ひとりごと」            | 中山美穂  | 大貫妙子     | ATOM           | 4:39  |
| 11.       | 「Special Ever Happened」 | 康珍化    | 鳴海寛       | 鳴海寛         | 4:37  |
| 合計時間: | 合計時間:                 | 合計時間: | 合計時間:    | 合計時間:      | 54:10 |

## 再発盤
- 1992年11月21日 - CD（廉価盤 KICS-274）
- 2015年10月14日 - CD（廉価盤 KICS-3273）
2015年リマスタリング仕様で「30th Anniversary Original Album Collection」として、これまでにリリースしたアルバムのうち25作品を同日再発売[3]。